# ميلويية (لالة زار)
ميلويية (بالفارسية: میلوییه) هي قرية تقع في إيران في ناحية لاله زار.